# Fernando Small
Fernando Small (Santiago del Estero, Argentina, 8 de abril de 1977) es un baloncestista argentino retirado. Con 1.84 metros de altura, se desempeñaba normalmente en la posición de base, aunque en ocasiones también actuaba como escolta. Es considerado un jugador emblemático de Quimsa, motivo por el cual el club retiró el número 8 de las camisetas de su equipo profesional a modo de homenaje.
Integró el plantel de la selección de Santiago del Estero que conquistó el Campeonato Argentino de Básquet de 2011, jugando junto a otros grandes talentos provinciales como Nicolás Aguirre, Enzo Ruiz y Bruno Ingratta.
Es hermano de José Small y Carlos Small, dos exbaloncestistas profesionales.

## Trayectoria

### Clubes
| Club                        | País      | Año         |
| --------------------------- | --------- | ----------- |
| Juventud BBC                | Argentina | 1993 - 1998 |
| Quimsa                      | Argentina | 1998 - 2004 |
| Tucumán Basketball          | Argentina | 2004 - 2005 |
| Quimsa                      | Argentina | 2005 - 2008 |
| Asociación Italiana Charata | Argentina | 2008 - 2009 |
| Unión Progresista           | Argentina | 2009 - 2010 |
| La Unión de Santiago        | Argentina | 2010 - 2011 |
| Independiente BBC           | Argentina | 2011 - 2012 |
| Atamisqui BBC               | Argentina | 2012        |
| Nicolás Avellaneda          | Argentina | 2012 - 2018 |